# Большие Касли
Больши́е Касли́ — озеро в Каслинском районе Челябинской области. Площадь поверхности — 20,5 км².

## География
Расположено в западной части Каслинского района, у города Касли. Вблизи Больших Каслей расположено множество мелких и средних озёр: Киреты, Сунгуль, Большой и Малый Кисегач, Большие Аллаки, Алабуга, Куташи и Малые Касли.

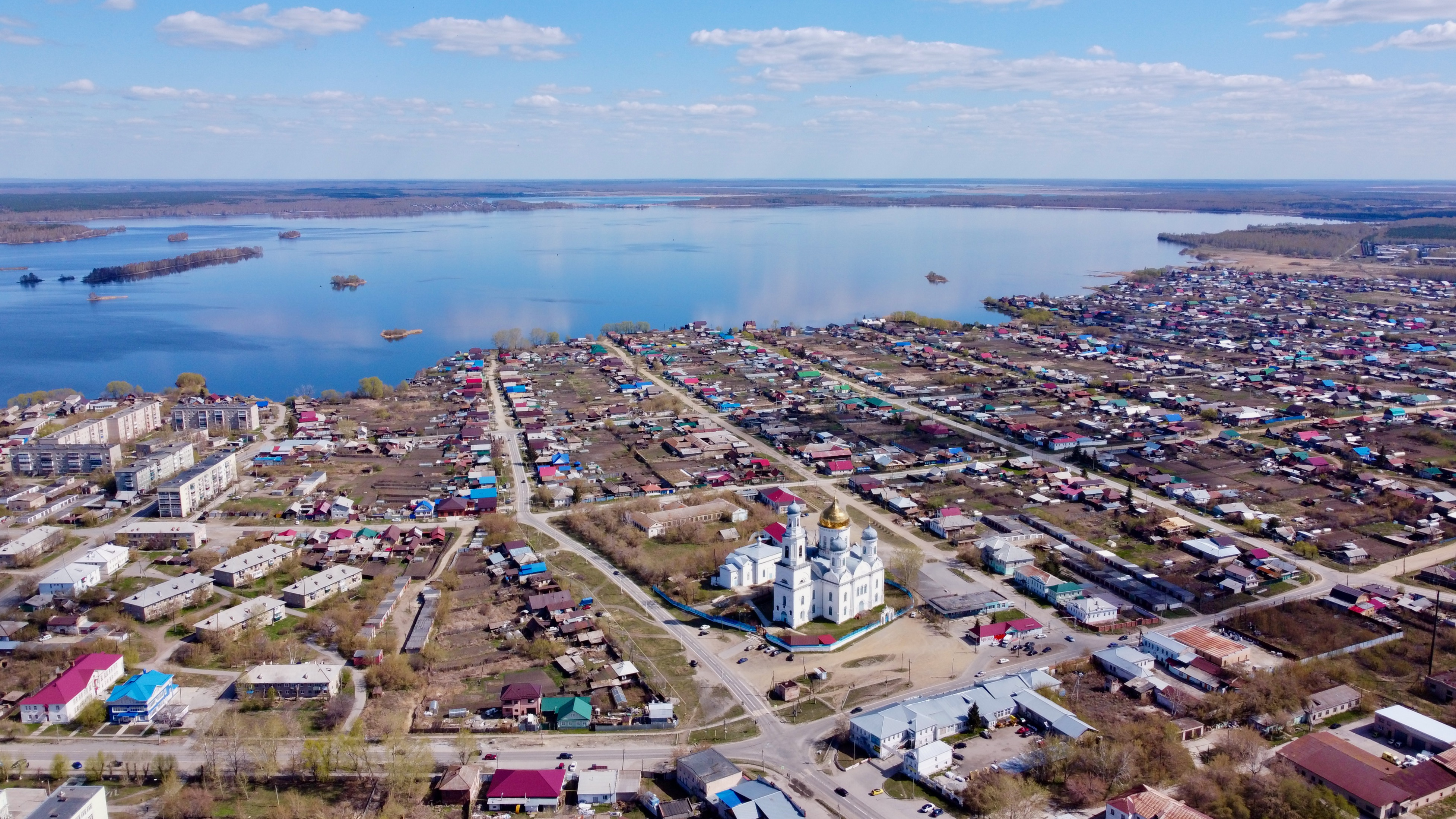
Вид со стороны Каслей
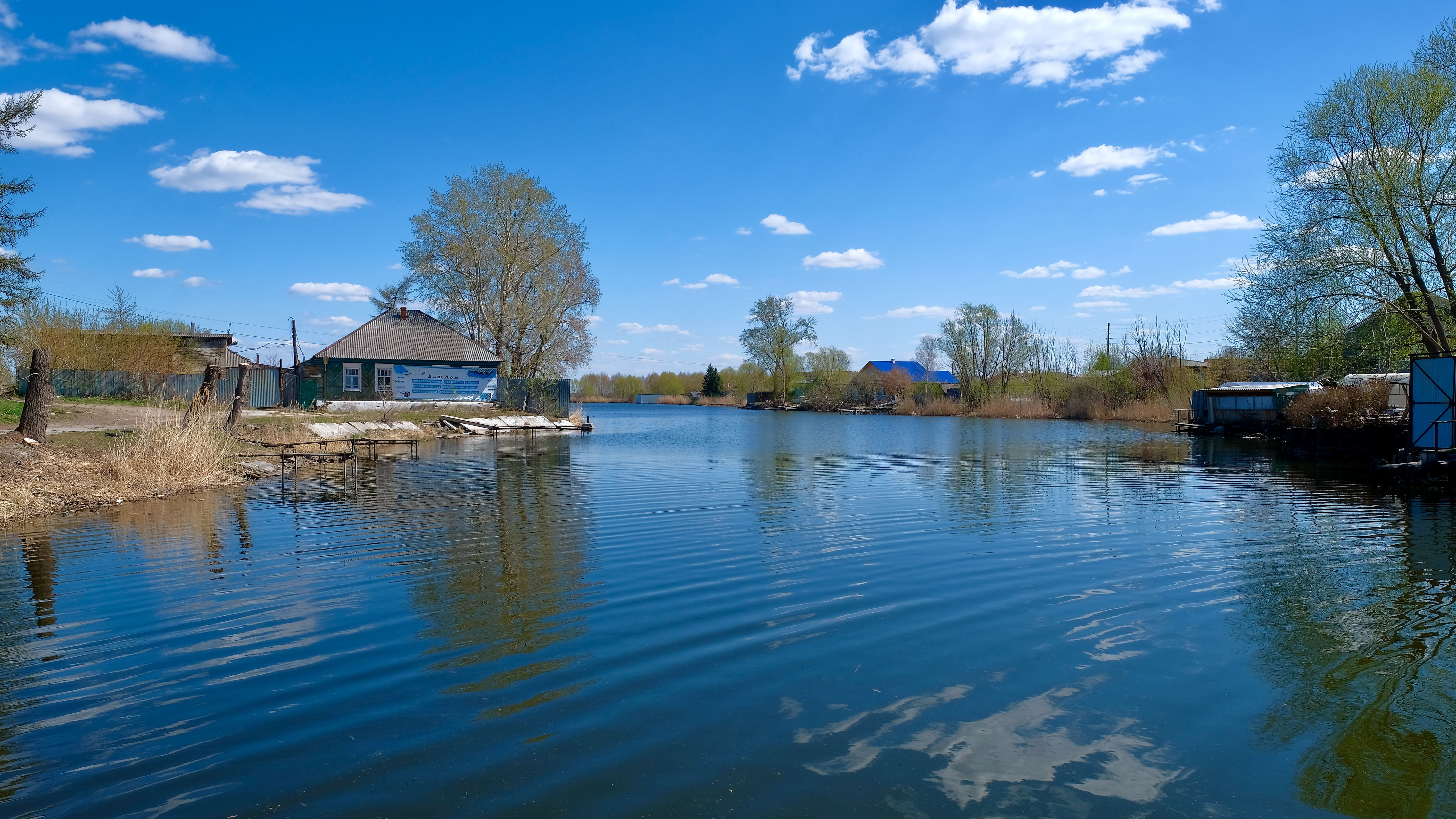
Залив в Каслях
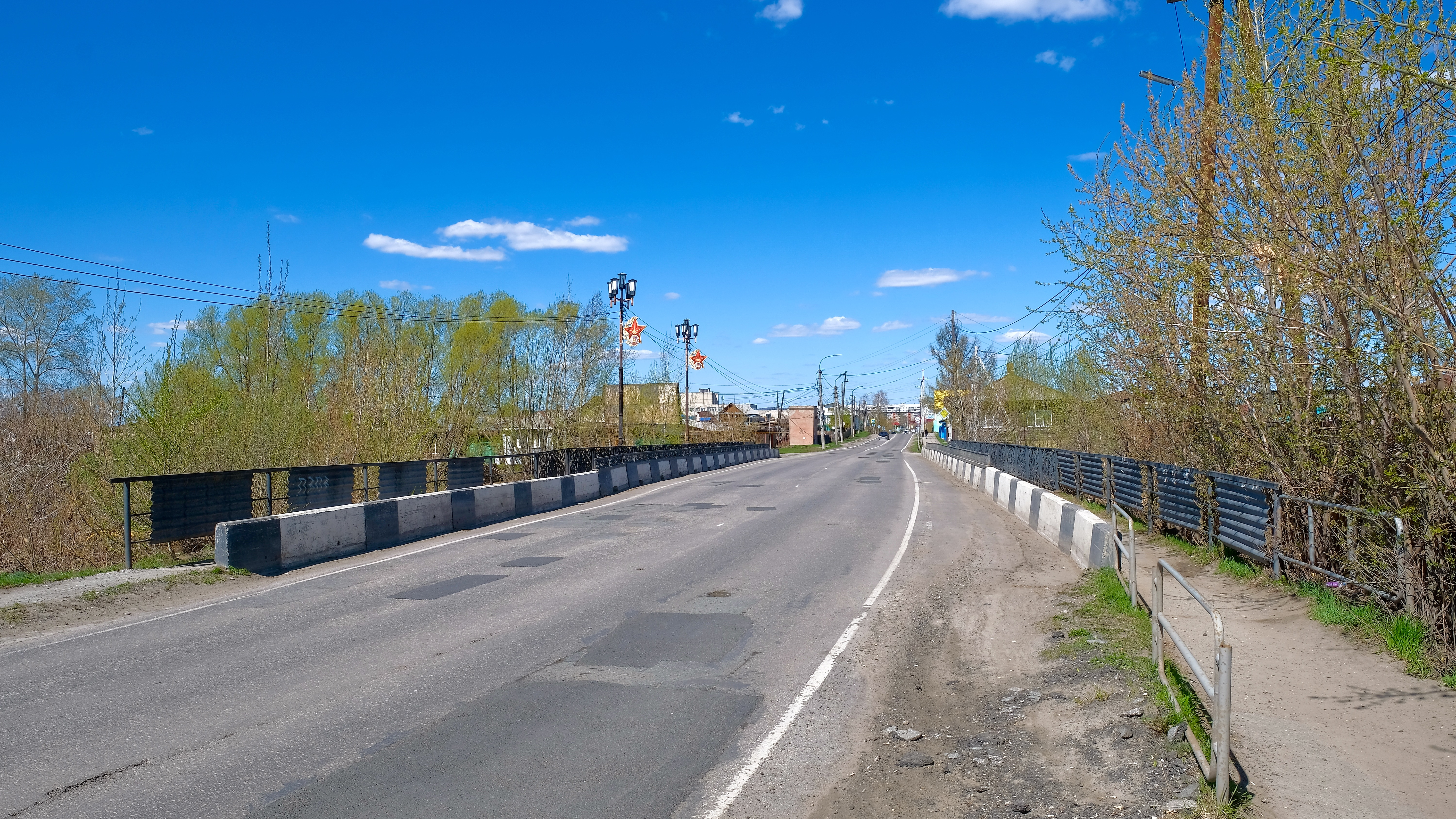
Мост через залив в Каслях